# Swordquest
 (mai 2015).
Si vous disposez d'ouvrages ou d'articles de référence ou si vous connaissez des sites web de qualité traitant du thème abordé ici, merci de compléter l'article en donnant les références utiles à sa vérifiabilité et en les liant à la section « Notes et références ».
Swordquest est une série inachevée de jeux vidéo produits par Atari durant les années 1980 dans le cadre d'un concours. La série compte au total trois épisodes : Earthworld, Fireworld et Waterworld. Un dernier opus devait sortir, Airworld, mais il fut annulé à la suite des problèmes financiers d'Atari.

## Synopsis
Le jeu suit des jumeaux, Tarra et Torr. Leurs parents ont été abattus par les gardes du Roi Tyrannus à la suite d'une prophétie dévoilée par le sorcier du roi, Konjuro et qui annonce la mort du Roi Tyrannus de la main des jumeaux. Les enfants ont été élevés comme simples roturiers par des voleurs pour éviter d'être tués par le roi. Quand ils tentent de voler Konjuro, ils lui révèlent accidentellement leurs identités. Les jumeaux doivent alors fuir un démon invoqué pour les tuer.

## Concours
Atari avait programmé un concours Swordquest pour récompenser le gagnant de chacun des quatre jeux. À la fin, chacun des gagnants auraient dû s'affronter au siège social d'Atari à Sunnyvale, en Californie. Seuls les deux premiers jeux ont eu une compétition avec prix distribué.
Les prix à remporter étaient des bijoux constitués de véritable or et pierres précieuses. Atari avait commandé 5 prix pour une valeur totale de 150 000 $. On pouvait gagner :
- Le Talisman de la Vérité Pénultième (EarthWorld) valant 25 000 $.
- Le Calice de Lumière (FireWorld) valant 25 000 $.
- La Couronne de Vie (WaterWorld) valant 25 000 $.
- La Pierre Philosophale (AirWorld) valant 25 000 $.

Une ultime épreuve confrontant les gagnants de chaque jeu aurait fait remporter l’Épée de la Sorcellerie Ultime, épée constituée d'une poignée en or incrustée de pierres précieuses et d'une lame en argent, d'une valeur de 50 000 $.
À ce jour[Quand ?], seul le Calice subsiste, précieusement gardé par Michael Rideout qui l'avait gagné. Le Talisman a été partiellement fondu par le premier vainqueur Steven Bell afin de payer ses études. Les autres prix ont été fondus pour réutiliser leur métal.

## Bande dessinée

### Mini-série DC
Chacun des trois jeux furent mis en vente avec un comics, publié conjointement par Atari et DC Comics. Ces livres comprenaient des indices permettant de résoudre des énigmes à l'intérieur de chaque jeu.

### Mini-série Dynamite
En février 2017, Dynamite Entertainment annonce une nouvelle série de comics intitulée Swordquest mais basée sur le concours autour des trois jeux, plutôt que sur l'histoire à l'intérieur des jeux. C'est une série de six numéros qui commence par un no 0 (« Preview ») qui fut vendu pour un prix de 25 ¢. Les 5 numéros restant, publiés mensuellement, furent vendus à 3,99 $ chacun.